# Tramway de Nuremberg
Le tramway de Nuremberg, circule depuis 1881 dans la ville de Nuremberg en Allemagne, il est géré par la société Verkehrs-Aktiengesellschaft Nürnberg.

## Exploitation

### Lignes actuelles
Le tramway de Nuremberg compte cinq lignes :

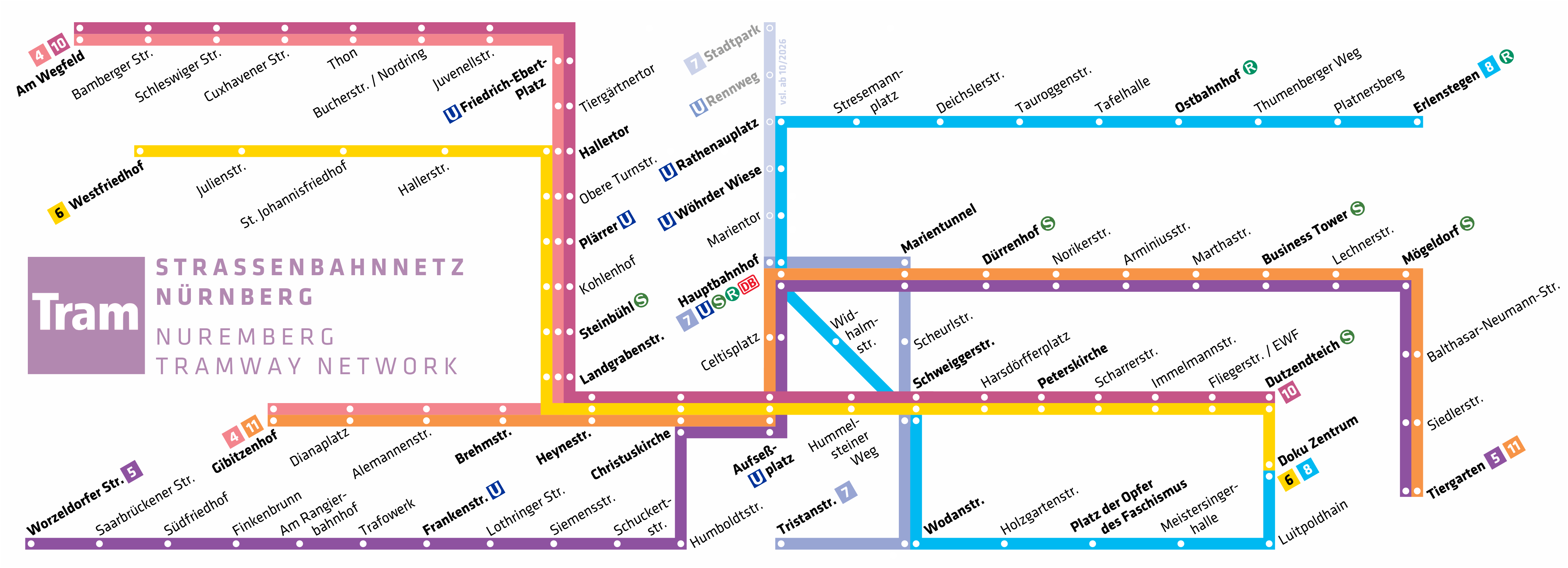
Réseau

| Ligne | Route | Nombre d'arrêts |
| ----- | --- | --------------- |
| 4     | Gibitzenhof – Landgrabenstraße – Steinbühl – Plärrer – Hallertor – Friedrich-Ebert-Platz – Thon – Am Wegfeld                                                    | 19              |
| 5     | Tiergarten – Mögeldorf – Dürrenhof – Marientunnel – Hauptbahnhof – Aufseßplatz – Christuskirche – Frankenstraße – Südfriedhof                                   | 26              |
| 6     | Doku-Zentrum – Dutzendteich – Schweiggerstraße – Aufseßplatz – Christuskirche – Landgrabenstraße – Steinbühl – Plärrer – Hallertor – Westfriedhof               | 22              |
| 7     | Tristanstraße – Wodanstraße – Schweiggerstraße – Hauptbahnhof                                                                                                   | 6               |
| 8     | Doku-Zentrum – Wodanstraße – Schweiggerstraße – Hauptbahnhof – Rathenauplatz – Ostbahnhof – Erlenstegen                                                         | 21              |
| 10    | Dutzendteich – Schweiggerstraße – Aufseßplatz – Christuskirche – Landgrabenstraße – Steinbühl – Plärrer – Hallertor – Friedrich-Ebert-Platz – Thon – Am Wegfeld | 26              |
| 11    | Tiergarten – Mögeldorf – Dürrenhof – Marientunnel – Hauptbahnhof – Aufseßplatz – Christuskirche – Gibitzenhof                                                   | 20              |